# Ceratinopsis sylvania
Ceratinopsis sylvania là một loài nhện trong họ Linyphiidae.
Loài này thuộc chi Ceratinopsis. Ceratinopsis sylvania được Ralph Vary Chamberlin & Wilton Ivie miêu tả năm 1944.